# Hahnia difficilis
Hahnia difficilis là một loài nhện trong họ Hahniidae.
Loài này thuộc chi Hahnia. Hahnia difficilis được miêu tả năm 1966 bởi Harm.